# Аксентьево (Нижегородская область)
Аксе́нтьево — деревня в Павловском районе Нижегородской области. Входит в состав Варежского сельсовета.

## География
Деревня расположена в лесной местности на северо-востоке Мещёрской низменности. К югу проходит мелиоративный канал.

## История
Деревня впервые упоминается в писцовых книгах 1629-30 годов в числе вотчинных деревень Ивана Никитича Романова, в ней было 11 дворов крестьянских и 6 бобыльских. В окладных книгах 1676 года деревня в составе Арефинского прихода, в ней было 15 дворов крестьянских.

### Административно-территориальная принадлежность
В конце XIX — начале XX века деревня входила в состав Арефинской волости Муромского уезда Владимирской губернии. В 1859 году в деревне числилось 31 дворов, в 1905 году — 65 дворов, в 1926 году — 72 дворов.
С 1929 года деревня являлась центром Аксентьевского сельсовета Павловского района Горьковского края, с 1931 года — в составе Малоиголкинского сельсовета, с 1936 года — в составе Горьковской области, с 1954 года — в составе Варежского сельсовета.

## Население
| 1859 | 1905 | 1926 | 2002 | 2010 |
| ---- | ---- | ---- | ---- | ---- |
| 261  | ↗331 | ↗348 | ↘56  | ↘41  |

## Инфраструктура
Личное подсобное хозяйство с зоной сельскохозяйственного использования, индивидуальная застройка усадебного типа.

## Достопримечательности
Обелиск Победы установлен в центре деревни.

## Транспорт
Автобусное сообщение с райцентром. Остановка общественного транспорта «Аксентьево». 